# Законник на Хамурапи
Законникът на Хамурапи (наричан също Кодекс на Хамурапи или Кодекс Хамурапи) е сборник със закони на вавилонския цар Хамурапи (1792 – 1750 г. пр.н.е.), открит в Суза (Иран) през 1901 г. Представлява надпис върху стела от черен базалт, който съдържа един от най-древните текстове на древна Месопотамия. Оценява се като ценен извор на клинописното право и дава сведения за живота на месопотамското общество през XVIII в. пр.н.е. – епохата на най-голям разцвет на Старовавилонското царство.
Написан на акадски, това е по-скоро сборник от правни текстове, отколкото законодателство в съвременния смисъл на тази дума. 282-та члена съставляват уникален извор за изучаване на обществото, икономиката и вавилонската монархия от 2 хилядолетие пр.н.е.
Оригиналният текст на законите на Хамурапи е запазен върху черна базалтова стела, намерена през 1901 г. при разкопките на древната еламска столица Суза и съхранявана днес в Лувъра в Париж. Предполага се, че е попаднала в Елам като военен трофей, може би през XII в. пр.н.е. В горния край на лицевата страна на стелата има релефно изображение, представящо Хамурапи в молитвена поза пред седналия на трон бог на слънцето и справедливостта Шамаш, който му връчва законите. Останалата част на стелата е покрита с хиляди дребни клинописни знаци, издълбани в камъка. Това е текстът на законите, предшестван от увод, в който Хамурапи се хвали с многобройните си победи и възвеличава могъществото си. Уводът завършва със заключение, в което се призовава гнева на боговете върху бъдещите царе, ако те имат неблагоразумието да променят или отменят законите. От общо 282 члена сравнително цялостно е запазен текстът на 247; част от липсващите параграфи се допълват по намерените в Суза и Ниневия фрагменти от глинени плочки с преписи на законите.

## Галерия
- Кодекс на Хамурапи